# Distorsio reticularis
Distorsio reticularis is een slakkensoort uit de familie Personidae. De wetenschappelijke naam werd gepubliceerd in 1758 door Carl Linnaeus in de tiende editie van Systema naturae.